# 霍伊·霍金斯
霍華德·格雷沙姆·霍金斯（英語：Howard Gresham Hawkins；1952年12月8日—），是美國紐約州出身的工會活动家和環境活動家，亦是美國綠黨的聯合創立人。他獲綠黨提名參選2020年美國總統選舉，其主要競選綱領包括制定生態社會主義綠色新政策，在2010年首次提出；以及建立一個可行、獨立的工人階級政治和社會運動，並反對民主黨、共和黨與一般的資本主義。
自1960年代起，霍金斯在反戰、反核和工人運動中發揮了領導作用；他也是一位退休的貨車司機和建築工人，從2001年到2017年退休前在都在UPS夜班負責卡車卸貨。
霍金斯曾二十四次競選各種職務，包括2006年代表紐約州綠黨參選參議院；2010年、2014年、2018年和代表綠黨參選紐約州長；2017年參選錫拉丘茲市長，但均告失敗。

## 外部連結
- 霍伊·霍金斯2020年總統競選網站 （页面存档备份，存于）
- 霍伊·霍金斯2014年競選網站 （页面存档备份，存于）

| 政党职务                 | 政党职务                           | 政党职务 |
| ------------------------ | ---------------------------------- | -------- |
| 前任者： 吉爾·斯泰因     | 美國綠黨總統候選人 2020年          | 最新的   |
| 前任者： 米米·索爾迪西克 | 美国社会党總統候選人 獲認可 2020年 | 最新的   |